# 越 (恆星)
摩羯座19，又名BD-18 5805，HD 199012、SAO 163975、HR 8000，是摩羯座的一颗恒星，视星等为5.78，位于銀經29.33，銀緯-35.06，其B1900.0坐标为赤經20h 49m 8.8s，赤緯-18° -35.06′ 8″。